# Svarthuvad timalia
Svarthuvad timalia (Dumetia atriceps) är en fågel i familjen timalior inom ordningen tättingar.

## Utseende
Svarthuvad timalia är en 13 cm lång kompakt timalia, med tvärt avskuren stjärt, brun rygg och vitaktig undersida. Huvudet har varierande mängd svart, på Sri Lanka begränsat till pannan och en mask över det gula ögat.

## Utbredning och systematik
Svarthuvad timalia förekommer i Indien och Sri Lanka. Den delas in i fyra distinkta underarter med följande utbredning:
- atriceps – förekommer i centrala Indien (Västra Ghats från Bombay till Nilgiri Hills)
- bourdilloni – förekommer i bergsskogar i sydvästra Indien (Kerala)
- siccata – förekommer i torra områden i norra, östra och centrala bergen på Sri Lanka
- nigrifrons – förekommer i våta låglandsområden på sydvästra Sri Lanka

### Släktestillhörighet
Arten placerades tidigare vanligen som ensam art i släktet Rhopocichla. Genetiska studier av timalior från 2019 visar dock att den är mycket närbesläktad med rostbukig timalia (Dumetia hyperythra), så pass att studiens författare rekommenderar att de placeras i samma släkte, där Dumetia har prioritet. Tongivande International Ornithological Congress och eBird/Clements har implementerat rekommendationerna och denna linje följs även här.

## Levnadssätt
Svarthuvad timalia hittas i undervegetation i skog, men även i skogsgläntor, övergivna plantage, bambustånd och buskområden nära våtmarker och vattendrag. I Indien påträffas den vanligen mellan 600 och 1800 meters höjd, på Sri Lanka upp till 2100 meter. Fågeln är ofta svår att få syn på där den födosöker efter insekter nära marken, ofta i små sällskap med upp till ett dussin individer.  Arten är stannfågel.

### Häckning
Svarthuvad timalia kan möjligen häcka året runt, i Indien huvudsakligen från mars till juli och i Sri Lanka från oktober till maj. Den bygger sitt lösa, kupolformade bo i tät vegetation vari den lägger två ägg. Hanen bygger även skenbon som inte används för häckning, dock ibland för fåglar som tar nattkvist.

## Status och hot
Arten har ett stort utbredningsområde och en stor population, men tros minska i antal till följd av habitatförstörelse och fragmentering, dock inte tillräckligt kraftigt för att den ska betraktas som hotad. Internationella naturvårdsunionen IUCN kategoriserar därför arten som livskraftig (LC). Världspopulationen har inte uppskattats men den beskrivs som vanlig.